# Arena Fonte Nova
Az Itaipava Arena Fonte Nova, vagy közismertebb nevén a Fonte Nova stadion egy többcélú sportlétesítmény Brazíliában, Salvador da Bahia városban. A stadion 2013. április 7-én nyitotta meg kapuit. A létesítmény többnyire futballmeccseknek ad otthont, többek közt a 2014-es labdarúgó-világbajnokságon rendezett meccseknek is.

## 2014-es labdarúgó-világbajnokság
| Dátum            | Idő (UTC-04) | Csapat #1           | Eredmény     | Csapat #2        | Forduló      | Nézőszám |
| ---------------- | ------------ | ------------------- | ------------ | ---------------- | ------------ | -------- |
| 2014. június 13. | 16:00        | Spanyolország       | 1–5          | Hollandia        | B csoport    | 48 173   |
| 2014. június 16. | 13:00        | Németország         | 4–0          | Portugália       | G csoport    | 51 081   |
| 2014. június 20. | 16:00        | Svájc               | 2–5          | Franciaország    | E csoport    | 51 003   |
| 2014. június 25. | 13:00        | Bosznia-Hercegovina | 3–1          | Irán             | F csoport    | 48 011   |
| 2014. július 1.  | 17:00        | Belgium             | 2–1 (h.u.)   | Egyesült Államok | Nyolcaddöntő | 51 227   |
| 2014. július 5.  | 17:00        | Hollandia           | 0–0 (t. 4–3) | Costa Rica       | Negyeddöntő  | 51 179   |

## Külső hivatkozások
- Hivatalos weboldal
- Bid inspection report Archiválva 2014. július 8-i dátummal a Wayback Machine-ben
- skyscrapercity.com - "SALVADOR - Estádio Octávio Mangabeira / Fonte Nova (50,000) - 2014 FIFA WC"